# Строчок осінній
Строчок осінній, гіромітра недоторканна, строчок чільний (Gyromitra infula (Schaeff.: Quél.)) — вид грибів роду Строчок (Gyromitra) родини Дисцинові (Discinaceae). Гриб класифіковано 1886 року.

## Будова
Плодові тіла великі, крихкі до 20 см висотою. Шапинка 5-12 см висотою, 2-4 лопастна, краї її повністю прирослі до ніжки.
Ніжка 4-10х1,5-3 см, циліндрична, білувата, порожниста.
М'якоть білувата, тонка, крихка, воскоподібна, без особливого запаху і смаку. Сумки 8-спорові, циліндричні. 
Споровий порошок білуватий. Спори 18-24х8-9 мкм, видовжено-еліпсоїдні, гладкі, без кольору.

## Поширення та середовище існування
Ростуть на ґрунті та на деревині, що розклалася, у вологих хвойних і змішаних лісах, на відкритих місцях, галявинах і полянах. В Україні поширений в Карпатах, Поліссі та Лісостепу. У світі в Європі, Азії, Північній Америці. Плодові тіла утворюють восени — з вересня по жовтень.

## Практичне використання
Отруйний гриб, містить токсин гіромітрин, який повністю не виводиться навіть після відварювання чи сушіння. Деякі автори зазначають, що гриб неїстівний, чи умовно-їстівний, який можна вживати після 15-хвилинного відварювання чи сушіння.